# Mariano Albert Reigada
Mariano Albert Reigada (f. 1940) fue un anarcosindicalista español.

## Biografía
Nacido en Madrid, era ebanista de profesión. Fue miembro de la Confederación Nacional del Trabajo (CNT). Tras el estallido de la Guerra civil se unió a las fuerzas republicanas. Durante la contienda llegó a ejercer como comisario político de la 98.ª Brigada Mixta. Terminada la guerra, fue capturado por los franquistas, que lo encarcelaron. Sería fusilado en el madrileño cementerio del Este el 27 de abril de 1940. Sus hermanos Francisco y Jesús también fueron fusilados por el régimen franquista.